# Ien van den Heuvel
Ien van den Heuvel (Tiel, 7 agosto 1927 – Heemskerk, 13 ottobre 2010) è stata una politica olandese.
Esponente del Partito del Lavoro, fu eletta alla Eerste Kamer alle elezioni senatoriali del 1974.
In occasione delle elezioni europee del 1979 fu eletta al Parlamento europeo, venendo confermata alle europee del 1984; terminò il mandato di europarlamentare nel 1989.